# 盧永祥
盧 永祥（ろ えいしょう）は清末民初の軍人。北京政府、安徽派に属した。字は子嘉。

## 事績
天津武備学堂を卒業し、李鴻章の淮軍で軍歴を開始した。その後、武衛右軍各営管帯、山東武衛右軍先鋒隊右営幇帯をつとめる。さらに陸軍第6鎮第11協統領、第3鎮第5協統領、北洋第20鎮協統を歴任した。また、革命派を鎮圧して、総兵、提督、副都督の位も得ている。
1912年（民国元年）、陸軍第24師師長に任命され、中将位を授与された。1914年（民国3年）、陸軍第10師師長となり、上海に駐屯する。そして淞滬軍副使、護軍使、会弁江蘇軍務、浙江督軍などを歴任した。1915年（民国4年）、袁世凱から一等男に封じられた。
袁世凱死後、盧永祥は安徽派に加わる。1920年（民国9年）7月の安直戦争で安徽派が敗北した後は、生き残りのために奉天派に依る傾向を強めた。さらに、1921年（民国10年）6月4日には、聯省自治を主張する電文を全国に向けて打った。
1922年（民国11年）に浙江軍務善後督弁となる。1924年（民国13年）9月、直隷派の江蘇督軍斉燮元と、第2次奉直戦争の前哨戦となる江浙戦争を開始した。しかし、福建督軍孫伝芳の支援を受けた斉の前に盧は敗北し、日本へ亡命した。
その後、段祺瑞が奉天派の支援で執政政府を樹立すると、盧永祥も蘇皖宣撫使兼江蘇督軍（その直前に、極めて短期間だが直隷督弁に任命されている）として、一時復権した。しかし奉天派からの圧力で、数月もせずして下野に追い込まれた。
1933年（民国22年）、天津で病没。享年67。